# Port lotniczy Ada
Port lotniczy Ada – port lotniczy zlokalizowany w ghańskim mieście Ada. Obsługuje połączenia lotnicze ze stolicą – Akrą.